# Bão Gordon (2018)
Bão nhiệt đới Gordon là một cơn bão nhiệt đới đã đổ bộ vào Bờ biển Vùng Vịnh của Hoa Kỳ vào đầu tháng 9 năm 2018. Cơn bão thứ bảy được đặt tên của mùa bão năm 2018 ở Đại Tây Dương, Gordon phát triển từ một làn sóng nhiệt đới được theo dõi lần đầu tiên tại biển Caribê vào ngày 30 tháng 8. Làn sóng di chuyển theo hướng tây-tây bắc về phía bờ biển phía đông Florida và dần dần hình thành bão. Quá trình này đã được đánh dấu là khả năng của một cơn bão nhiệt đới vào ngày 2 tháng 9 ở vị trí gần Bahamas, và đầu ngày 3 tháng 9 nó đã trở thành cơn bão nhiệt đới Gordon, di chuyển lên bờ biển phía tây nam Florida ngay sau đó.
Tính đến ngày 4 tháng 9, ít nhất 3 người chết do cơn bão và nó đã gây ra thiệt hại khoảng 200–250 triệu đô la Mỹ (thời giá năm 2018).